# Opal (Wyoming)
Opal város az USA Wyoming államában, Lincoln megyében. Lakosainak száma 64 fő (2020. április 1.).

## Népesség
A település népességének változása:

| 2010 | 96 |
| 2020 | 64 |